# Sganarello
Sganarello (Sganarelle in lingua originale) è un personaggio comico che Molière introdusse in parecchie commedie, ispirandosi probabilmente alle maschere del teatro italiano.
Pur adeguandosi alle esigenze dei vari intrecci, Sganarello appare sempre debole, in balia delle circostanze o di qualcuno che la sa lunga, e vittima di uno sciocco orgoglio che lo porta, di solito, verso la delusione (da ciò probabilmente deriverebbe il nome, una storpiatura del verbo disingannare).
Il costume di Sganarello, simile nella forma a quello di Scaramuccia, è rosso, o giallo-verde, da "re dei pappagalli".
Fisicamente il personaggio è caratterizzato da barba e baffi spioventi.